# Miss Universo Suecia
Miss Universo Suecia (en sueco: Miss Universum Sverige) fue un concurso de belleza nacional en Suecia. Se encargaba de seleccionar a la representante del país para el concurso Miss Universo.

## Historia
Entre 1952 y 2004, el concurso Miss Suecia se encargó de seleccionar a la representante del país en Miss Universo. En 2005, el concurso fue cancelado y posteriormente vendido a Panos Papadopoulos, quien comenzó a organizar el concurso Nya Fröken Sverige (Nuevo Miss Suecia) a partir de 2006. Este concurso se llevó a cabo por última vez en 2009. Azra Duliman, quien fue coronada Miss Suecia 2009, no compitió en Miss Universo 2009 debido a que el concurso perdió la licencia de Miss Universo a favor del nuevo Miss Universo Suecia.

## Ganadoras
: Declarada como ganadora
     : Terminó como finalista
     : Terminó como una de las semifinalistas o cuartofinalistas
     : Terminó como ganadora de premios especiales
| Año                                    | Provincia        | Miss Universo Suecia       | Posición en Miss Universo | Premios especiales       |
| -------------------------------------- | ---------------- | -------------------------- | ------------------------- | ------------------------ |
| No compite desde 2022                  |                  |                            |                           |                          |
| 2021                                   | Estocolmo        | Moa Sandberg               | No clasificó              |                          |
| 2020                                   | No compitió      | No compitió                | No compitió               | No compitió              |
| 2019                                   | Ostrogotia       | Lina Ljungberg             | No clasificó              |                          |
| 2018                                   | Vestmania        | Emma Strandberg            | No clasificó              |                          |
| 2017                                   | Gotia Occidental | Frida Fornander            | No clasificó              |                          |
| 2016                                   | Norbotnia        | Ida Ovmar                  | No clasificó              |                          |
| 2015                                   | Estocolmo        | Paulina Brodd              | No clasificó              |                          |
| 2014                                   | Estocolmo        | Camilla Hansson            | No clasificó              |                          |
| 2013                                   | Estocolmo        | Alexandra Friberg          | No clasificó              |                          |
| 2012                                   | Gotia Occidental | Hanni Beronius             | No clasificó              |                          |
| 2011                                   | Estocolmo        | Ronnia Fornstedt           | No clasificó              | - Miss Fotogénica        |
| 2010                                   | Escania          | Michaela Savić             | No clasificó              |                          |
| 2009                                   | Escania          | Renate Cerljen             | Top 15                    |                          |
| Nya Fröken Sverige (Nuevo Miss Suecia) |                  |                            |                           |                          |
| No compitió entre 2007 y 2008          |                  |                            |                           |                          |
| 2006                                   | Estocolmo        | Josephine Alhanko          | Top 20                    |                          |
| Fröken Sverige (Miss Suecia)           |                  |                            |                           |                          |
| 2005                                   | No compitió      | No compitió                | No compitió               | No compitió              |
| 2004                                   | Gotia Occidental | Katarina Wigander          | No clasificó              |                          |
| 2003                                   | Norbotnia        | Helena Stenbäck            | No clasificó              |                          |
| 2002                                   | Estocolmo        | Malou Hansson              | No clasificó              |                          |
| 2001                                   | Dalecarlia       | Malin Olsson               | No clasificó              |                          |
| 2000                                   | Escania          | Valerie Aflalo             | No clasificó              |                          |
| 1999                                   | Jemtia           | Emma Helena Nilsson        | No clasificó              |                          |
| 1998                                   | Dalecarlia       | Jessica Olérs              | No clasificó              |                          |
| 1997                                   | Estocolmo        | Victoria Lagerström        | Top 10                    |                          |
| 1996                                   | Gotia Occidental | Annika Duckmark            | Top 10                    |                          |
| 1995                                   | Estocolmo        | Petra Hultgren             | No clasificó              | - Miss Fotogénica        |
| 1994                                   | Norbotnia        | Domenique Forsberg         | Top 10                    |                          |
| 1993                                   | Ostrogotia       | Johanna Lind               | No clasificó              |                          |
| 1992                                   | Estocolmo        | Monica Brodd               | Top 10                    |                          |
| 1991                                   | Vermelandia      | Susanna Gustafsson         | No clasificó              |                          |
| 1990                                   | Vestrobotnia     | Linda Isacsson             | No clasificó              |                          |
| 1989                                   | Örebro           | Louise Drevenstam          | Primera finalista         |                          |
| 1988                                   | Vestrobotnia     | Annika Davidsson           | No clasificó              |                          |
| 1987                                   | Estocolmo        | Suzanne Thörngren          | Top 10                    |                          |
| 1986                                   | Gotia Occidental | Anna Lena Rahmberg         | No clasificó              |                          |
| 1985                                   | Sudermania       | Carina Marklund            | No clasificó              |                          |
| 1984                                   | Sudermania       | Yvonne Ryding              | Miss Universo 1984        |                          |
| 1983                                   | Gotia Occidental | Viveka Miriam Jung         | No clasificó              |                          |
| 1982                                   | Norbotnia        | Anna Kari Bergström        | No clasificó              |                          |
| 1981                                   | Norbotnia        | Eva-Lena Lundgren          | Segunda finalista         |                          |
| 1980                                   | Västra Götaland  | Eva Birgitta Andersson     | Cuarta finalista          |                          |
| 1979                                   | Sudermania       | Anette Marie Ekström       | Cuarta finalista          |                          |
| 1978                                   | Gotia Occidental | Cecilia Björnsdotter Rodhe | Cuarta finalista          |                          |
| 1977                                   | Norbotnia        | Birgitta Lindvall          | No clasificó              |                          |
| 1976                                   | Upsala           | Caroline Westerberg        | No clasificó              |                          |
| 1975                                   | Örebro           | Catharina Sjödahl          | Tercera finalista         |                          |
| 1974                                   | Escania          | Eva-Christine Römpke       | No clasificó              |                          |
| 1973                                   | Estocolmo        | Monica Sundin              | No clasificó              |                          |
| 1972                                   | Estocolmo        | Britt Marie Johansson      | No clasificó              |                          |
| 1971                                   | Estocolmo        | Vivian Öihanen             | No clasificó              |                          |
| 1970                                   | Kalmar           | Kristina Wayborn           | Top 15                    | - Mejor en Traje de Baño |
| 1969                                   | Gotia Occidental | Birgitta Lindloff          | Top 15                    |                          |
| 1968                                   | Örebro           | Anette Marie Hellqvist     | Top 15                    | - Mejor en Traje de Baño |
| 1967                                   | Gotia Occidental | Eva-Lisa Svensson          | Top 15                    | - Mejor en Traje de Baño |
| 1966                                   | Gotia Occidental | Margareta Arvidsson        | Miss Universo 1966        | - Miss Fotogénica        |
| 1965                                   | Jönköping        | Ingrid Norman              | Tercera finalista         |                          |
| 1964                                   | Gävleborg        | Siv Märta Åqvist           | Cuarta finalista          |                          |
| 1963                                   | Estocolmo        | Kicki Margareta Jonsson    | No clasificó              |                          |
| 1962                                   | Escania          | Karin Hyldegard Jensen     | No clasificó              |                          |
| 1961                                   | Escania          | Gunilla Knutsson           | Top 15                    |                          |
| 1960                                   | Upsala           | Birgitta Öfling            | No clasificó              |                          |
| 1959                                   | Vestronorlandia  | Marie Louise Ekström       | Top 15                    |                          |
| 1958                                   | Estocolmo        | Birgitta Elisabeth Gårdman | Top 15                    |                          |
| 1957                                   | Gotia Occidental | Ingrid Margareta Jonsson   | Top 15                    |                          |
| 1956                                   | Gävleborg        | Ingrid Goude               | Segunda finalista         |                          |
| 1955                                   | Gävleborg        | Hillevi Rombin†            | Miss Universo 1955        |                          |
| 1954                                   | Gotia Occidental | Ragnild Olausson           | Cuarta finalista          |                          |
| 1953                                   | Gotia Occidental | Ulla Sandkler              | No clasificó              |                          |
| 1952                                   | Estocolmo        | Anne Marie Thistler        | Top 10                    |                          |